# 朱宣堮
內江恭穆王朱宣堮（16世紀—1608年），明朝第四代內江王，內江恭定王朱承㷫嫡長子。

## 生平
隆慶四年（1570年），明穆宗封朱宣堮為內江王。
萬曆三十六年（1608年）去世。萬曆四十一年（1613年），朝廷賜諡恭穆。嫡長子朱奉⿰金割早逝，萬曆四十年（1612年），其嫡次子朱奉鋚襲封內江王。
朱宣堮長於著文，其行誼文詞皆不作意矜飾，高簡恬粹，翛然有出塵之標。蜀郡文人皆以他的作品為第一流。著有《捧日樓稿》。

## 家庭

### 妻
- 楊氏，是四川成都府華陽縣人楊師聖的女兒，萬曆三年（1575年）冊封為王妃[4]

### 子
- 嫡長子：內江長子朱奉⿰金割[2][5]，未封而卒[2]
- 嫡次子：鎮國將軍→內江王朱奉鋚，雅好詩書，家庭雍睦，妃丘氏[2]
- 子：鎮國將軍朱奉⿰金幹，妻王氏，是成都前衛人王宗賦的女兒[6]